# Petra Roettig
Petra Roettig (* 1957 in Stuttgart) ist eine deutsche Kunsthistorikerin und Ausstellungskuratorin.

## Leben und Werk
Roettig studierte von 1976 bis 1985 Kunstgeschichte, Geschichte, Romanistik und Volkskunde in Freiburg und Hamburg, sowie von 1985 bis 1988 am Warburg Institute in London. 1989 wurde sie an der Universität Hamburg über ein Thema zur Grafik der Reformationszeit promoviert. Anschließend arbeitete sie als Antiquarin und Mitarbeiterin eines Auktionshauses in Hamburg. Von 1991 bis 1996 war sie wissenschaftliche Mitarbeiterin der Forschungsstelle Politische Ikonographie am Kunstgeschichtlichen Seminar der Universität Hamburg im Warburg-Haus.
Seit 1997 war sie zunächst wissenschaftliche Mitarbeiterin an der Hamburger Kunsthalle. 2001 wurde sie dort Kustodin im Kupferstichkabinett für Fotografie und Grafik von 1900 bis zur Gegenwart. Seit 2007 leitet sie die Galerie der Gegenwart an der Hamburger Kunsthalle, zunächst zusammen mit Sabrina van der Ley und seit 2012 zusammen mit Brigitte Kölle. und ist für den Bereich Grafik, Zeichnung und Fotografie zuständig.
In der Kunsthalle kuratierte sie Ausstellungen unter anderen von Marc Brandenburg, Thomas Demand, Horst Janssen, Heribert C. Ottersbach, Roni Horn und Werner Nöfer. Petra Roettig ist Mitglied der Kunstkommission der Hamburger Kulturbehörde und Verfasserin und Herausgeberin zahlreicher Schriften zur zeitgenössischen Kunst.

## Schriften
- Reformation als Apokalypse – Die Holzschnitte von Matthias Gerung im Codex Germanicus 6592 der Bayerischen Staatsbibliothek in München, Lang, Frankfurt am Main, 1991, ISBN 3-261-04359-8
- Zeichen und Wunder: Weissagungen um 1500, Hamburger Kunsthalle, 1999, ISBN 978-3-922909-48-4
- Horst Janssen und sein Drucker Hartmut Frielinghaus (zur Ausstellung in der Hamburger Kunsthalle), St. Gertrude, Hamburg, 2002, ISBN 978-3-935855-05-1
- Heribert C. Ottersbach: Arkadia Block (mit Hubertus Gaßner) Kehrer, Heidelberg, 2008, ISBN 978-3-86828-048-7
- Roni Horn: Photographien, Hamburger Kunsthalle, 2011 (deutsch, englisch) ISBN 978-3-938002-35-3